# 景德皇后
段昭儀（？—西元386年前｜），名不詳，為前燕景昭帝慕容儁的妃子。
有关段昭仪的記載不多，僅知她入宫后被封为昭仪。可能出身鲜卑部贵族段家。段昭仪没有生育男孩。
至晚是在386年后燕建立前，段昭仪已经去世，具体时间则不详。建兴元年（386年），慕容垂自称皇帝，将亡嫂可足浑太后追废，將无子的段昭仪追封為皇后，用以配享亡兄慕容儁。